# Почётный гражданин Тамбовской области
Почётный гражданин Тамбовской области — почётное звание, являющееся высшей степенью признания заслуг гражданина перед Тамбовской областью и её населением.
Звание «Почётный гражданин Тамбовской области» присваивается за особые заслуги гражданина в общественной и государственной деятельности, выдающийся вклад в социально-экономическое и культурное развитие области, высокие достижения в сфере науки, культуры, производства, иной деятельности, способствующей развитию Тамбовской области, росту благосостояния населения Тамбовской области, повышению известности и авторитета Тамбовской области в Российской Федерации и за рубежом, а также за мужество и героизм, проявленные при выполнении служебного и гражданского долга.

## Коваль Валерий Николаевич
С 1992 года - исполняющий обязанности главы администрации города Тамбова.
Звание присвоено постановлением Тамбовской областной Думы от 17.07.1998 № 466 (посмертно).

## Боборыкин Роман Федорович
Основатель города Тамбова.

Звание присвоено постановлением Тамбовской областной Думы от 23.07.2003 № 554.

## Державин Гавриил Романович
Правитель (губернатор) Тамбовского наместничества.

Звание присвоено постановлением Тамбовской областной Думы от 23.07.2003 № 554.

## Золотухин, Григорий Сергеевич
Первый секретарь Тамбовского обкома КПСС в период с 1955—1966 гг.

Звание присвоено постановлением Тамбовской областной Думы от 19.07.2004 № 879 за большой вклад в восстановление хозяйства области в послевоенный период, высокие достижения области в социально-экономическом и культурном развитии.

## Волков Иван Алексеевич
Первый секретарь Тамбовского обкома ВКП(б) в период с 1942—1951 гг.

Звание присвоено постановлением Тамбовской областной Думы от 20.07.2005 № 1237 за большой вклад в восстановление хозяйства области в послевоенный период и умелое руководство областью.

## Ледовских Анатолий Алексеевич
Звание присвоено постановлением Тамбовской областной Думы от 26.06.2009 № 1509 за выдающийся вклад в социально-экономическое и культурное развитие области.

## Чуканов Анатолий Дмитриевич
Директор федерального государственного унитарного предприятия "Племенной завод «Пригородный» Тамбовского района.

Звание присвоено постановлением Тамбовской областной Думы от 26.06.2009 № 1509 за выдающийся вклад в социально-экономическое развитие области, высокие достижения в сельскохозяйственном производстве.

## Логинов Николай Алексеевич
Первый секретарь Тамбовского обкома ВКП(б), 1940—1942 гг.

Звание присвоено постановлением Тамбовской областной Думы от 30.06.2010 № 1855 за выдающиеся заслуги в руководстве областью в период с марта 1940 по июнь 1942 года.

## Рогожкин Николай Евгеньевич
Заместитель министра — главнокомандующий внутренними войсками Министерства внутренних дел Российской Федерации, генерал армии.

Звание присвоено постановлением Тамбовской областной Думы от 30.06.2010 № 1855 за выдающийся вклад в социально-экономическое и культурное развитие области.

## Гречишников Анатолий Иванович
Председатель сельскохозяйственного производственного кооператива «Борец» Сампурского района. С 1973 года является руководителем хозяйства.

Заслуженный работник сельского хозяйства России.

Звание присвоено постановлением Тамбовской областной Думы от 20.07.2012 № 543 за большой вклад в развитие и укрепление сельскохозяйственного производства области.

## Гуров Александр Иванович
Член региональной общественной организации "Тамбовское землячество"

## Карев Владимир Николаевич
Первый заместитель председателя Тамбовской областной Думы.

Звание присвоено постановлением Тамбовской областной Думы от 19.07.2013 № 896 за большой вклад в социально-экономическое развитие Тамбовской области и многолетнюю плодотворную законотворческую деятельность.

## Зельдин Владимир Михайлович
Народный артист СССР
Звание присвоено актеру 26 июня 2015 года постановлением Тамбовской областной думы «за выдающийся вклад в развитие культуры и искусства Тамбовской области».

## Кулик Юрий Павлович
Начальник Управления Министерства внутренних дел Российской Федерации по Тамбовской области

## Васнев Сергей Иванович (митрополит Тамбовский и Рассказовский Феодосий)
Глава Тамбовской митрополии, управляющий Тамбовской епархией

## Сафонов Анатолий Михайлович
Генеральный директор Ассоциации «Тамбовские строители»

## Мищенко Сергей Владимирович
Советник при ректорате Тамбовского государственного технического университета

## Сафонов Виктор Никитович
Член Тамбовской областной организации ветеранов, пенсионеров и инвалидов органов государственной безопасности

## Аршанский Валерий Семёнович
Заместитель генерального директора по творческой работе АО «Издательский дом «Мичуринск»

## Кузнецов Александр Николаевич
Директор «Центра по сохранению и использованию историко-культурного наследия Тамбовской области»

## Плуталов Анатолий Тимофеевич
Председатель комитета по законодательству Тамбовской областной Думы

## Поповичев Александр Васильевич
Директор Тамбовского областного «Центра развития народного искусства «Ивушка»»
- Гавриил Державин, поэт
- Анатолий Чуканов, директор производства
- Николай Рогожкин, генерал армии
- Владимир Зельдин, артист